# Otomeria guineensis
Otomeria guineensis är en måreväxtart som beskrevs av George Bentham. Otomeria guineensis ingår i släktet Otomeria och familjen måreväxter. Inga underarter finns listade i Catalogue of Life.